# UCS TV
UCSTV foi uma emissora de televisão educativa brasileira sediada em Caxias do Sul, cidade do Rio Grande do Sul. Operou nos canais 27 UHF (TV aberta) e 15 da TV por assinatura NET e, em seu período final, foi afiliada do Canal Futura. A emissora pertencia à Universidade de Caxias do Sul (UCS) – instituição de ensino superior da região nordeste do Rio Grande do Sul.

## História
A UCSTV foi fundada no ano de 1997 pela Fundação Universidade de Caxias do Sul (FUCS), mantenedora da UCS. Está localizada nas dependências do Centro de Teledifusão Educativa (CETEL). Teve como meta privilegiar ações de interação entre Universidade e Comunidade em nível de conhecimento.
Com a missão de integrar os alunos de comunicação ao CETEL e UCSTV, o NUCA (Núcleo de Criação Audiovisual) procura dar suporte de veiculação para projetos acadêmicos realizados pelos próprios estudantes dos cursos de Comunicação Social. O acordo foi firmado em 20 de Maio de 2010.
Em 6 de dezembro de 2010, firmou-se a importante parceria entre a UCSTV e o Canal Futura, rede que conta com mais 36 milhões de telespectadores. É uma das 29 emissoras educativas universitárias participantes do projeto em todo o Brasil, que visa transformação social.
A parceria entre a UCSTV e o Futura possibilitou em 2011 uma visibilidade inédita em nível nacional da Universidade de Caxias do Sul e de sua região de abrangência, com a produção e veiculação para todo Brasil de reportagens e programas produzidos e gerados a partir da UCSTV para a rede Futura, acessível a 70 milhões de brasileiros.

## Fim da emissora
Em 14 de novembro de 2017, foi anunciado que a UCS TV encerrará suas atividades em 14 de março de 2018, dia previsto para o desligamento do sinal analógico em Porto Alegre e cidades próximas. Houve a demissão de 13 funcionários, restando somente 5 para tocar a emissora.

## Programação
A UCSTV produziu programação local e também conteúdos de alcance nacional, no âmbito da parceria com o Canal Futura.

### Rede de Olhares
O Rede de Olhares era um espaço aberto a assuntos contemporâneos, diversidade de linguagens, conteúdos formatos e expressões que integravam a vida das pessoas, em especial os ambientes de comunicação social e de construção do conhecimento, era um espaço aberto para múltiplas expressões de convidados e do público. Integra, junto com o Armazém, a Faixa Rede de Olhares.

### Armazém
O Armazém era um programa cultural que teve por objetivo divulgar eventos e ações que sejam referentes à arte e à cultura. O programa apresentava uma linguagem mais jovem e dinâmica, dando espaço para pautas da região. Estava  inserido na Faixa Rede de Olhares, que ia ao ar de segunda a sexta.

### Missa Dominical
Todos os domingos, a UCSTV transmitia a Missa Dominical diretamente do Santuário de Nossa Senhora de Caravaggio em Farroupilha. Assim, os telespectadores podiam participar com devoção e alegria de cada momento dessa solenidade fundamental para os cristãos, sem sair de casa.

### Rio Grande Rural
Programa produzido pela Emater/Ascar. O conteúdo editorial compromete-se com a cidadania e a inclusão social do público assistido pela extensão rural: pequenos agricultores, quilombolas, indígenas, agricultores assentados da reforma agrária e pescadores.

### Terra
Por meio da música e da poesia, o telespectador se sentia em um verdadeiro galpão de estância. O Terra retratava as autênticas manifestações sul-rio-grandenses, e era dedicado aos peões e prendas que apreciam, respeitam e valorizam a cultura gaúcha.

### UCS Conhecimento
O UCS Conhecimento era um espaço para entrevistas com pesquisadores da instituição e também com professores visitantes, abordando um assunto relacionado ao universo de pesquisa do entrevistado.

## Interprogramas
Além dos programas diários e semanais, a UCSTV também produzia interprogramas, que eram veiculados durante os intervalos ou dentro de outras produções.
- Janela do Aluno
- Palavra do Bispo
- Pelo Brasil
- Rede Prosa
- Substância Sonora
- Universo UCS